# Stefan Tandecki
Stefan Tandecki (ur. 1 lutego 1952) – polski kontradmirał i magister inżynier mechanik okrętowy. Od 1971 roku służy w Siłach Zbrojnych. Był starszym specjalistą w Przedstawicielstwie Rzeczypospolitej Polskiej przy Kwaterze Głównej NATO, zastępcą szefa Sztabu Marynarki Wojennej, a w latach 2006-2007 szefem Logistyki Marynarki Wojennej. Obecnie jest zastępcą szefa sztabu – szefem zarządu J-4 w SHAPE.

## Wykształcenie
Stefan Tandecki urodził się 1 lutego 1952 roku w Kutnie. W latach 1971–1975 był podchorążym na Wydziale Technicznym w Wyższej Szkole Marynarki Wojennej w Gdyni, po ukończeniu której otrzymał promocję oficerską oraz tytuł inżyniera w specjalności: eksploatacja siłowni okrętowych. W 1983 roku uzyskał – także w Wyższej Szkole Marynarki Wojennej – tytuł magistra inżyniera w specjalności: projektowanie i budowa okrętów. Jest również absolwentem studiów podyplomowych o kierunku: elektrotechnika i automatyka okrętowa w Wyższej Szkole Morskiej w Gdyni oraz podyplomowych studiów operacyjno-strategicznych w Naval Command College w Newport (Stany Zjednoczone). W 2004 roku w Stanach Zjednoczonych odbył kurs dowódczy z zakresu planowania obronnego.

## Służba wojskowa
Po promocji w 1975 roku został skierowany do 3 Flotylli Okrętów w Gdyni, gdzie służył jako oficer mechanik na jednostkach pływających. Od 1983 do 1991 roku pracował w Ośrodku Badawczo-Rozwojowym Centrum Techniki Morskiej w Gdyni. Następnie pełnił funkcję starszego specjalisty Oddziału Eksploatacji w Szefostwie Służb Technicznych i Zaopatrzenia Marynarki Wojennej w Gdyni, a po reorganizacji w 1994 roku w Logistyce Marynarki Wojennej. W latach 1998–2002 był starszym specjalistą w Polskim Przedstawicielstwie Wojskowym przy Kwaterze Głównej NATO w Brukseli (Belgia). Od powrotu do Polski służy w Dowództwie Marynarki Wojennej w Gdyni. Początkowo zajmował stanowisko szefa Zarządu Logistyki „G-4" w Sztabie Marynarki Wojennej, a w 2004 roku został szefem Szefostwa Planowania Logistycznego „N-4" – zastępcą szefa Logistyki Marynarki Wojennej. W 2006 roku przez krótki czas był zastępcą szefa Sztabu Marynarki Wojennej, następnie został szefem Logistyki Marynarki Wojennej. W sierpniu 2006 roku mianowany na stopień kontradmirała. W 2007 roku wyznaczono go asystentem szefa Sztabu Generalnego Wojska Polskiego. Obecnie jest zastępcą szefa sztabu – szefem zarządu J-4 w SHAPE.

## Odznaczenia
- Złoty Krzyż Zasługi (1993)[2]
- Złoty Medal „Siły Zbrojne w Służbie Ojczyzny”
- Srebrny Medal „Siły Zbrojne w Służbie Ojczyzny”
- Brązowy Medal „Siły Zbrojne w Służbie Ojczyzny”
- Złoty Medal „Za Zasługi dla Obronności Kraju”

## Życie prywatne
Jest żonaty, ma córkę i syna. Interesuje się historią oraz muzyką. Zna biegle język angielski.